# 姉小路顕朝
姉小路 顕朝（あねがこうじ あきとも）は、鎌倉時代中期の公卿。参議・姉小路宗房の長男。官位は正二位・権大納言。

## 経歴
父・宗房は散位の状態で病死したために若年時には苦労したが、暦仁元年（1238年）に右少弁に昇って以後は、九条道家・後嵯峨上皇の信任を受けて昇進する。後嵯峨上皇の元では伝奏を務めて、同院の院政における中核的な地位にあった。特に六波羅探題でさえ関与する事を渋った比叡山延暦寺に対する交渉において進んで交渉役を引き受けて問題解決を図った事によって上皇の信任を得た。
宝治2年（1248年）に参議に列すると2年後には権中納言に昇る。その後按察使に転じて弘長2年（1262年）には中納言、文永2年には（1265年）権大納言に昇った。顕朝の家系で権大納言に昇った者はおらず、異例の人事であると共に後嵯峨上皇一番の側近としての地位を内外に認められた証でもあった。だが、直後に病に倒れ、翌文永3年（1266年）に出家し、そのまま病没した。

## 系譜
- 父：姉小路宗房
- 母：藤原清長の娘
- 妻：二条定高の娘
  - 男子：姉小路忠方（1241年 - 1283年）
  - 男子：姉小路長雅
- 生母不明の子女
  - 男子：姉小路顕兼
  - 男子：朝俊
  - 女子：久我通基正室
  - 女子：源資平室、のち公禅妻
  - 女子：中院通頼室
  - 女子：藤原長顕室
  - 女子：堀川高定室
  - 女子：四条隆行室、のち離別